# 紫花鸭跖柴胡
紫花鸭跖柴胡（学名：Bupleurum commelynoideum）为伞形科柴胡属的植物，为中国的特有植物。分布于中国大陆的西藏、四川、云南等地，生长于海拔3,000米至4,320米的地区，常生于山顶、高山草地及山坡草丛中。

## 别名
小柴胡（四川小金县）、宽苞柴胡（四川道孚县）

## 变种
- 黄花鸭跖柴胡（学名：Bupleurum commelynoideum var. flaviflorum）是伞形科柴胡属紫花鸭跖柴胡的变种。分布在中国大陆的西藏、青海、四川、甘肃等地，生长于海拔2,700米至3,500米的地区，一般生于高山草地上。